# Ljoeblino
Ljoeblino (Russisch: Люблино uitspraakⓘ) is een station aan de Ljoeblinsko-Dmitrovskaja-lijn van de Moskouse metro. Het station werd op eerste kerstdag van 1996 geopend en is genoemd naar het rayon waar het ligt.

## Geschiedenis
Het station kwam al voor in de metroplannen uit 1965, destijds als onderdeel van het zuidoost kwadrant van de buitenringlijn. Het plan bleef tot in de jaren tachtig bestaan al werden slechts drie stations echt gebouwd in 1969. De bouw van de buitenringlijn kwam daarna tot staan en eind 1984 verscheen in de Pravda een artikel waarin het hele concept van een ringlijn met radialen ter discussie gesteld werd. De Ljoeblinskaja-lijn die in de jaren 80 werd gepland als verbinding tussen de Koltsevaja-lijn en het rayon Ljoeblino kreeg dan ook als eerste overstappunten buiten de ringlijn om ook overstaps tussen de radialen buiten het centrum mogelijk te maken. Omdat het station als eindpunt was gepland ligt ten zuiden van het perron een kopspoor tussen de doorgaande sporen. De opening van de lijn zou eind december 1995 plaatsvinden maar toen dit niet haalbaar leek voor Ljoeblino werd Volzjskaja het voorlopige eindpunt. Het kopspoor is dan ook nooit in de reguliere dienst gebruikt maar wordt wel gebruikt bij verstoring van de dienst en voor het parkeren van metro's gedurende de nacht. Het perron ligt noord-zuid op het tracé van de buitenringlijn van 1965, ten noorden van het station buigt de tunnel af in westelijke richting. Naar het zuiden wordt tot Bratislavskaja het tracé van de beoogde buitenringlijn gevolgd.

## Inrichting
Het station heeft twee ondergrondse verdeelhallen. De noordelijke ligt onder het kruispunt van de Sovchoznaja Oelitsa en de Krasnodarskaja Oelitsa, de zuidelijke ligt aan de kant van de Novorossjieskaja Oelitsa. Ondergronds is er sprake van een enkelgewelfdstation op 8 meter diepte. Het gewelf bestaat uit twee delen aan weerszijden van een nok waaran de verlichting is aangebracht. De tunnelwanden zijn onder het gewelf bekleed met marmer, terwijl het perron zelf bestaat uit marmer en graniet. De trappen op de kopse kanten van het perron zijn omgeven door “gordijnen” en midden boven de trappen hangt het oude gemeentewapen van Ljoeblino.  

## Reizigersverkeer
In 2002 werden 40.800 reizigers per dag geteld en omdat het het enige metrostation in het rayon Ljoeblino is, is het een van de drukste stations van de lijn.
Reizigers kunnen op oneven dagen en in het weekeinde vanaf 5:40 uur de metro richting centrum nemen, op even dagen door de week is dit vijf minuten later. In zuidelijke richting vertrekt de eerste metro in het weekeinde om 5:59 uur. Op even dagen door de week is dit 5:55 uur en op oneven dagen  5:58 uur. 

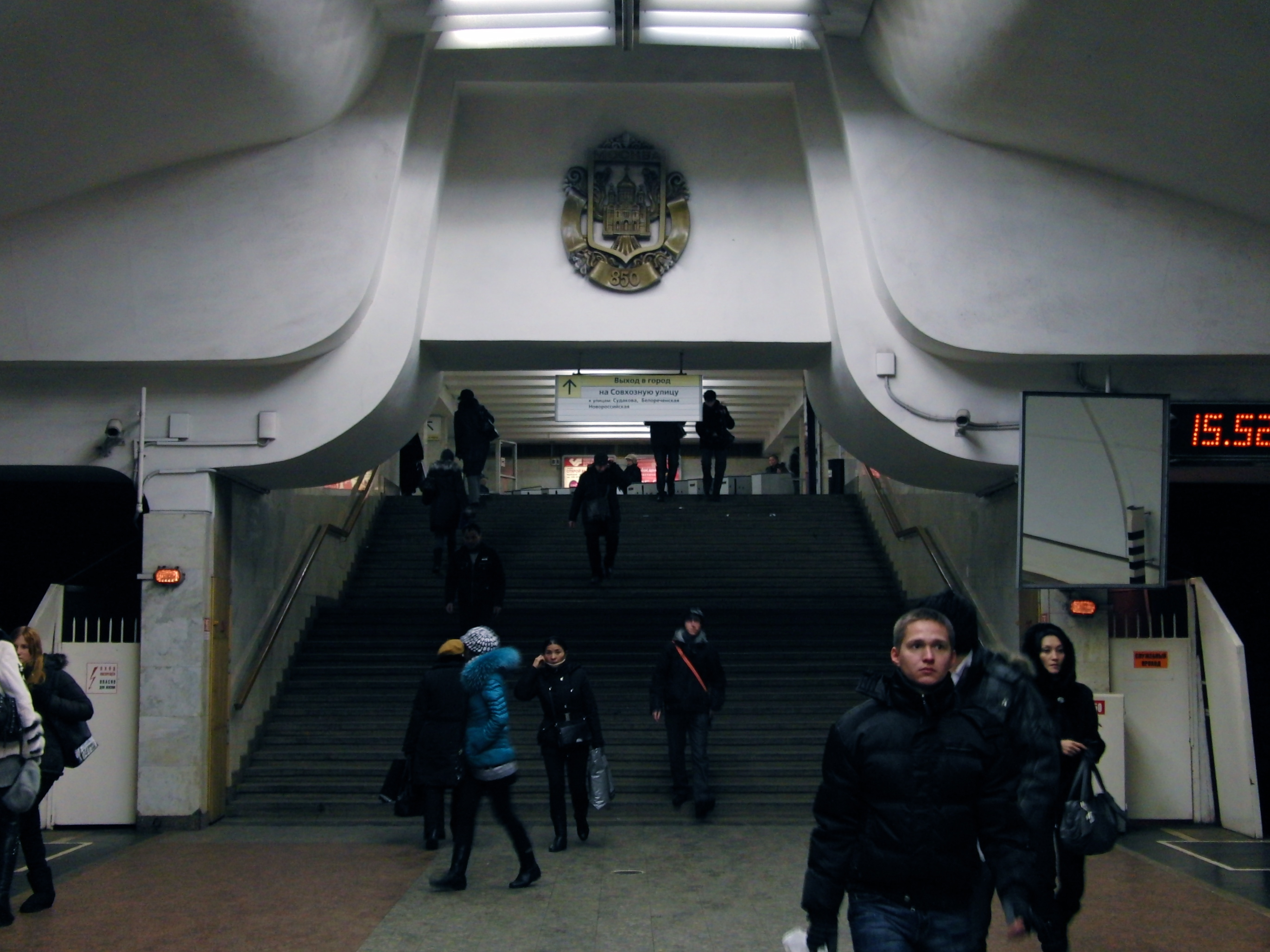
De uitgang van het perron
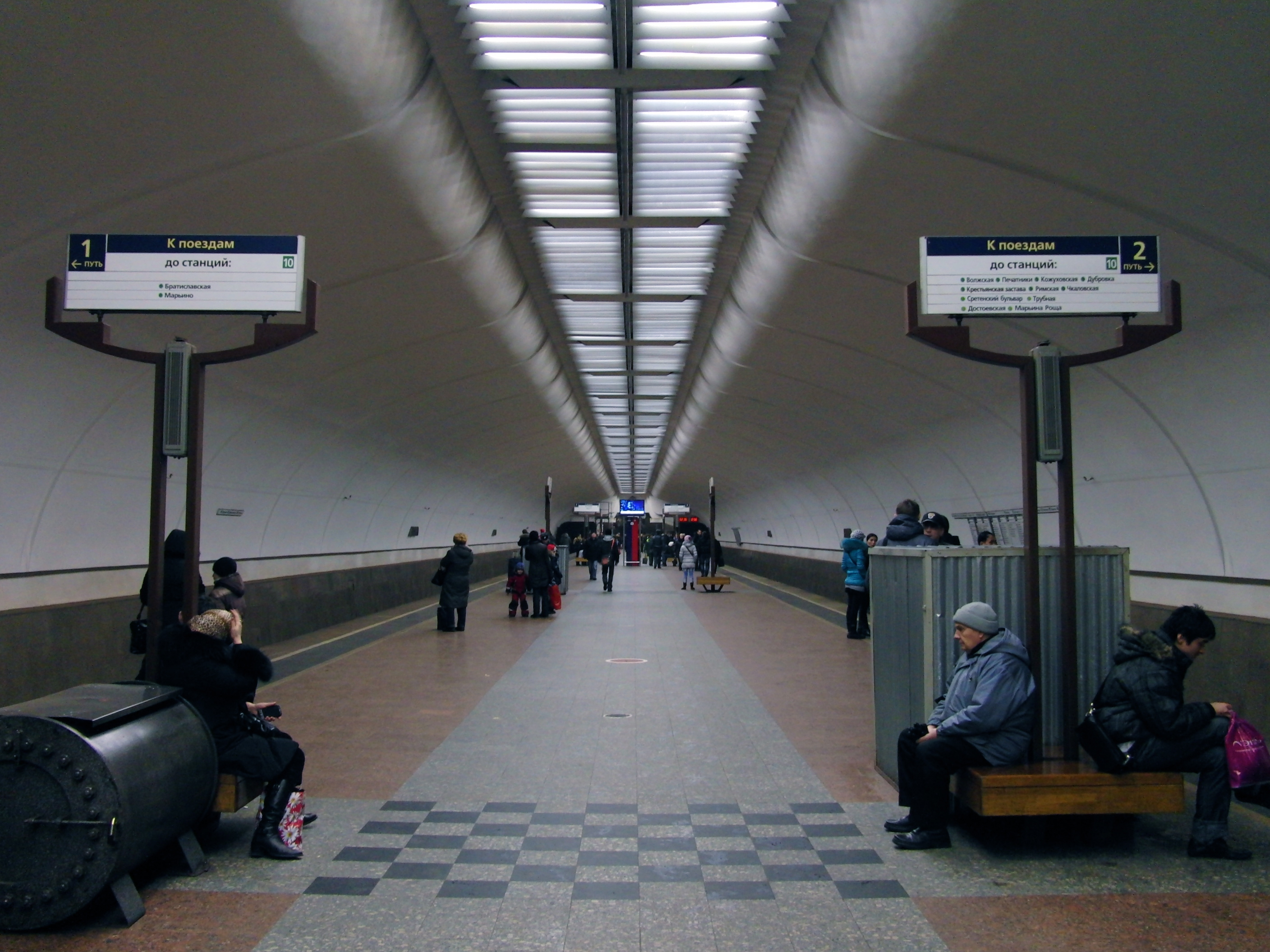
De richtingsborden
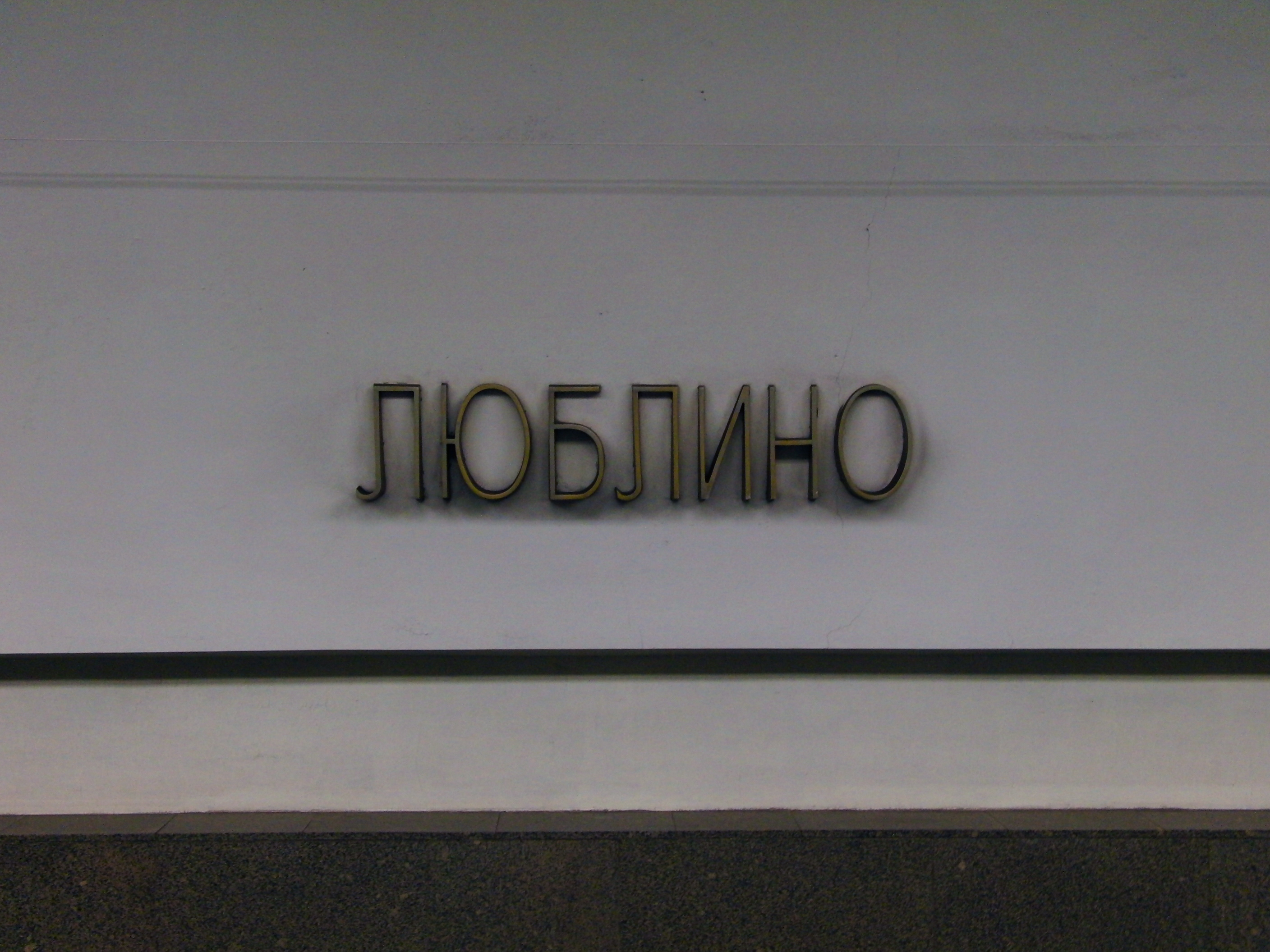
De stationsnaam op de tunnelwand